# ももいろクロおばあZ
ももいろクロおばあZは、2022年から兵庫県新温泉町に住む女性5人で活動している「ももいろクローバーZ」の、モノマネをして地域を笑顔にしているユニット。
2023年のももいろクローバーZの年越しイベント第7回ももいろ歌合戦(ABEMA、ニッポン放送)に、初出場。「Z伝説 〜終わりなき革命〜」を披露し、本家「ももいろクローバーZ」と初コラボした。

## 概説
「地域の人たちを元気づけよう」という意味を込め結成。
2022年から兵庫県新温泉町で活動している。
結成から1年余りの2023年12月31日にももいろクローバーZの年越しイベント「第7回ももいろ歌合戦」に出場した。

## 出演
- 第7回ももいろ歌合戦(2023年12月31日) - 横浜アリーナ

| サブスタブ | この項目は、まだ閲覧者の調べものの参照としては役立たない、書きかけの項目です。この項目を加筆・訂正などしてくださる協力者を求めています。このテンプレートは分野別のサブスタブテンプレートやスタブテンプレート（Wikipedia:分野別のスタブテンプレート参照）に変更することが望まれています。 |